# ディート
ディート（DEET）とは、昆虫などの忌避剤（虫よけ剤）として用いられる化合物である。IUPAC名は N,N-ジエチル-3-メチルベンズアミドだが、N,N-ジエチル-m-トルアミドとも呼ばれる。分子量 191.27。凝固点 −45 ℃、沸点 285 ℃で、常温では無色液体である。水には溶けにくくアルコールなどの有機溶媒によく溶ける。CAS登録番号 [134-62-3]。消防法に定める第4類危険物 第3石油類に該当する。

## 用途
使用目的は、皮膚に直接または衣服に塗布し、昆虫やダニによる吸血を防ぐことである。特にダニ（ツツガムシ病やライム病を媒介する）や蚊（日本脳炎、デング熱、ジカ熱、ウエストナイル熱、マラリアなどを媒介する）トコジラミ（南京虫）に対する防御手段として、高い有効性を示す。比較的安価で歴史もあることから、世界中で使用されている。
ディートは、第二次世界大戦中のジャングル戦の経験に基づき、アメリカ陸軍で開発された。1946年に軍事用、1957年に民生用の使用が開始された。ほとんどの虫よけスプレーで、主成分として用いられる。昆虫がディートの臭いを嫌うが、どうして嫌うのか忌避作用の詳細は分かっていない。この効果は昆虫に限らず、昆虫とは構造が全く異なる、ダニやヒル、ナメクジの一部にも有効である。
ディートは忌避剤として最も効果的で、効力も長持ちすることが示されている。日本では、長らくDEET12パーセント以下の製品しか存在しなかったが、2016年（平成28年）6月15日に、人体用害虫忌避剤において、有効成分の高濃度製品（DEET30%）が第二類医薬品として製造販売承認の迅速審査を発表し、高濃度ディートが市販されている。
人によっては、アレルギーや肌荒れを起こすことがあり、デューク大学の動物実験で連続的大量摂取により、神経毒性が見られたとの報告もあるが、実験の試験方法や再現性などの不備が指摘されている。

## 合成
m-トルイル酸をジエチルエーテル溶媒中、ピリジン存在下で塩化チオニルによりm-トルイルクロリドへと変換する。m-トルイルクロリドを低温にてジエチルアミンと反応させるとDEETが生成する。

## 使用上の注意

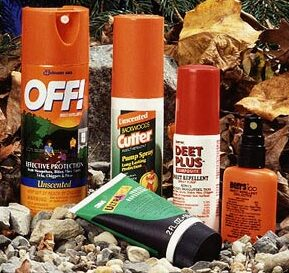
ディートを用いた製品

使用に際しては、アメリカ疾病予防管理センター (CDC) では、次のことを推奨している。
- 飲んだり吸入したりしないよう注意が必要。
- 特に乳幼児に対し使用する場合は手のひら、顔（特に目、口）を避ける。
- 乳児は、大人の手のひらで薄く延ばし、これを塗る。
- 子供同士で虫よけ剤を塗ったり、スプレーしたりさせない。
- 衣服へ塗る場合、内側（皮膚に直接触れる部分）へ塗布しない。
- 長時間塗ったままにしない。子供で約4時間、大人で約8時間程度を目安とする。さらに長時間の使用が考えられる場合は、濃度の低いものを使用するか、薄く塗る方法をとる。
- 帰宅後など、昆虫に接触する機会から離れた場合は、速やかに石鹸などを使い、洗い落とす。
- 虫よけ剤は、子供の手の届かないところへ保管する。
- 夏場など、日焼け止めと併用する場合は、日焼け止めを最初に塗り、その上に虫よけ剤を塗る。

ディートの濃度100%では虫よけ効果の持続時間は10時間であるが、濃度30%で8時間、10%で2時間、5%では約90分となる。したがってディートを製造しているメーカーは、様々な屋外での作業、疾病に感染する可能性が高い地域などについては「繰り返し」塗る使用法を推奨している。
日本で製剤中のディート濃度は、第二類医薬品が12％、防除用医薬部外品では10％以下となっていたが、厚生労働省は2016年（平成28年）6月15日に、濃度30%まで高めた虫よけ製品の製造販売の申請があった場合、早期審査の対象にすると通知し、高濃度虫よけ剤の流通が開始された。
世界で流通するディート製品の中には、濃度80～100%のものがあり、これを脚につけたまま自動車に乗ると、人造皮革の座席表面を溶かす場合がある。ディートは多くのプラスチック、レーヨン、皮革に影響を及ぼすが、綿、毛糸（羊毛など）、ナイロンには影響を及ぼさない。